# チキンライス (曲)
「チキンライス」は、浜田雅功と槇原敬之名義で発売されたコラボレートシングル。2004年11月17日発売。発売元はR and C。

## 解説
ダウンタウンが司会を務めた、フジテレビ系音楽番組『HEY!HEY!HEY! MUSIC CHAMP』の2004年7月26日放送分に槇原敬之がミュージックチャンプとしてゲスト出演した際、SMAPの『世界に一つだけの花』で人気を博している槇原に対して浜田雅功が冗談半分で作曲依頼したのがきっかけで作られた楽曲。槇原は一貫してコーラスに徹しており、主唱部分は浜田が全て歌っている。
作詞は浜田の相方・松本人志が担当。自身の貧しい家庭で過ごした少年時代のエピソードを基に歌詞を作り上げた。過去に『ごっつええ感じ』の企画ソングエキセントリック少年ボウイオールスターズの楽曲でも作詞をした経験があるが、本作ではあくまでも真面目なクリスマスソングに仕上げている。歌詞中にはその貧乏ぶりを自虐したユーモアのある歌詞も含まれており、赤坂プリンスの固有名詞も登場させている。松本が子供の頃のクリスマスに体験した出来事が込められている。槇原は松本のこの詞を見て感涙した他、『人志松本の○○な話』の出演時には「クリスマスソング=恋愛ソングという常識を覆した。素晴らしい」と絶賛した。
2曲目はインストゥルメンタルの「チキンライス」をバックに、松本が歌詞にまつわるエピソードやできあがるまでをインタビュー風に語る音源を収録。CD発売に先駆け同年10月18日放送分の『HEY!HEY!HEY!』内の『チキンライスが出来るまでの完全ドキュメント』11月8日放送の『HEY!HEY!HEY! 夢の3番勝負スペシャル』に於いて一部音声が映像共に公開された。
オリコン初登場2位を記録（1位はORANGE RANGEの「花」）。
また、『HEY!HEY!HEY! MUSIC CHAMP』のレギュラー放送最終回（2012年12月17日放送）で最後に歌った曲もこの曲だった。
2024年5月11日に大阪で開催され、浜田発案の音楽フェス『ごぶごぶフェス』で浜田がこの曲を歌唱した。
2025年5月12日に大阪で開催された『ごぶごぶフェス』では、浜田が2日間に及ぶフェスのトリとしてこの曲を披露し、その際背後の大型ビジョンにこの曲のレコーディング映像が映し出され、2024年1月8日から芸能活動を休止していた松本との共演を果たし、観客からは拍手や歓声が上がった。

## 収録曲
1. チキンライス
作詞：松本人志 / 作曲・編曲：槇原敬之
2. チキンライスができるまで 〜松本人志〜
作曲・編曲：槇原敬之
3. チキンライス（オリジナル・カラオケ）
作曲・編曲：槇原敬之

## カバー
- 槇原敬之
  - 2006年2月22日発売『LIFE IN DOWNTOWN』
  - 2022年3月2日発売『Bespoke』（2020 ver.）
- 内山信二 - 2006年5月31日発売『まんぷくトランス』
- 高槻やよい(仁後真耶子) - 2009年12月16日発売『THE IDOLM@STER MASTER SPECIAL WINTER』
- Toshl（X JAPAN）
  - 2018年9月6日放送『ダウンタウンDX』、2018年11月15日放送『ベストヒット歌謡祭2018』（平成名曲メドレーの1曲として）
  - 2018年11月28日発売『IM A SINGER』[2]
- ジェジュン - 2021年12月24日放送『ミュージックステーションスーパーライブ』にて
- クリス・ハート
  - 2022年11月26日発売『Christmas Hearts 2』